# Sphodromantis fenestrata
Sphodromantis fenestrata é uma espécie de louva-a-deus da família dos Mantidae, sendo encontrados na Etiópia, Quênia, Somália, Sudão, e Tanzânia. 